# Cleomenes rufofemoratus
Cleomenes rufofemoratus är en skalbaggsart som beskrevs av Maurice Pic 1914. Cleomenes rufofemoratus ingår i släktet Cleomenes och familjen långhorningar. Inga underarter finns listade i Catalogue of Life.